# Magnolia cristalensis
Magnolia cristalensis — вид рослин з родини Магнолієві (Magnoliaceae), вперше описаний Йоганнесом Біссе в 1974 році.   .
Це вічнозелене дерево, що походить з вологих гірських хмарних лісів в східній частині Куби. 